# 1553 Bauersfelda
1553 Bauersfelda (1940 AD) là một tiểu hành tinh vành đai chính được phát hiện ngày 13 tháng 1 năm 1940 bởi Reinmuth, K. ở Heidelberg.